# Regată la Argenteuil
Regată la Argenteuil este o pictură în ulei pe pânză realizată în 1867 de pictorul francez Claude Monet. Se află acum la Musée d'Orsay. A fost donată statului francez în 1894 de pictorul și colecționarul Gustave Caillebotte.